# كينغ نو
كينغ نو (بالإنجليزية: King Gnu)‏ هي فرقة روك بديل يابانية تأسست في عام 2013.

## روابط خارجية
كينغ نو على موقع IMDb (الإنجليزية)
- كينغ نو على موقع ميوزك برينز (الإنجليزية)
- كينغ نو على موقع أول ميوزيك (الإنجليزية)
- كينغ نو على موقع ديسكوغز (الإنجليزية)
- كينغ نو على موقع ANN person (الإنجليزية)